# Laguna de Tabernillas
Laguna de Tabernillas, även El Resbaloso, är en ort i Mexiko, tillhörande kommunen Almoloya de Juárez i den västra delen av delstaten Mexiko, i den centrala delen av landet. Orten hade 1 568 invånare vid folkräkningen 2010.